# Saint-Martin-du-Puy (Gironde)
Saint-Martin-du-Puy (okzitanisch Sent Martin deu Pot) ist eine französische Gemeinde mit 159 Einwohnern (Stand 1. Januar 2022) im Département Gironde in der Region Nouvelle-Aquitaine (vor 2016 Aquitaine). Sie gehört zum Arrondissement Langon und zum Kanton Le Réolais et Les Bastides. Die Einwohner werden Saint-Martinois genannt.

## Geographie
Saint-Martin-du-Puy liegt etwa 53 Kilometer ostsüdöstlich von Bordeaux. An der östlichen Gemeindegrenze verläuft das Flüsschen Ségur. Umgeben wird Saint-Martin-du-Puy von den Nachbargemeinden Sauveterre-de-Guyenne im Norden und Westen, Caumont im Norden und Nordosten, Rimons im Osten, Landerrouet-sur-Ségur im Süden und Südosten, Saint-Martin-de-Lerm im Süden sowie Saint-Hilaire-du-Bois im Südwesten.

## Bevölkerungsentwicklung
| 1962                       | 1968 | 1975 | 1982 | 1990 | 1999 | 2006 | 2017 |
| -------------------------- | ---- | ---- | ---- | ---- | ---- | ---- | ---- |
| 247                        | 231  | 205  | 237  | 242  | 228  | 214  | 183  |
| Quellen: Cassini und INSEE |      |      |      |      |      |      |      |

## Sehenswürdigkeiten

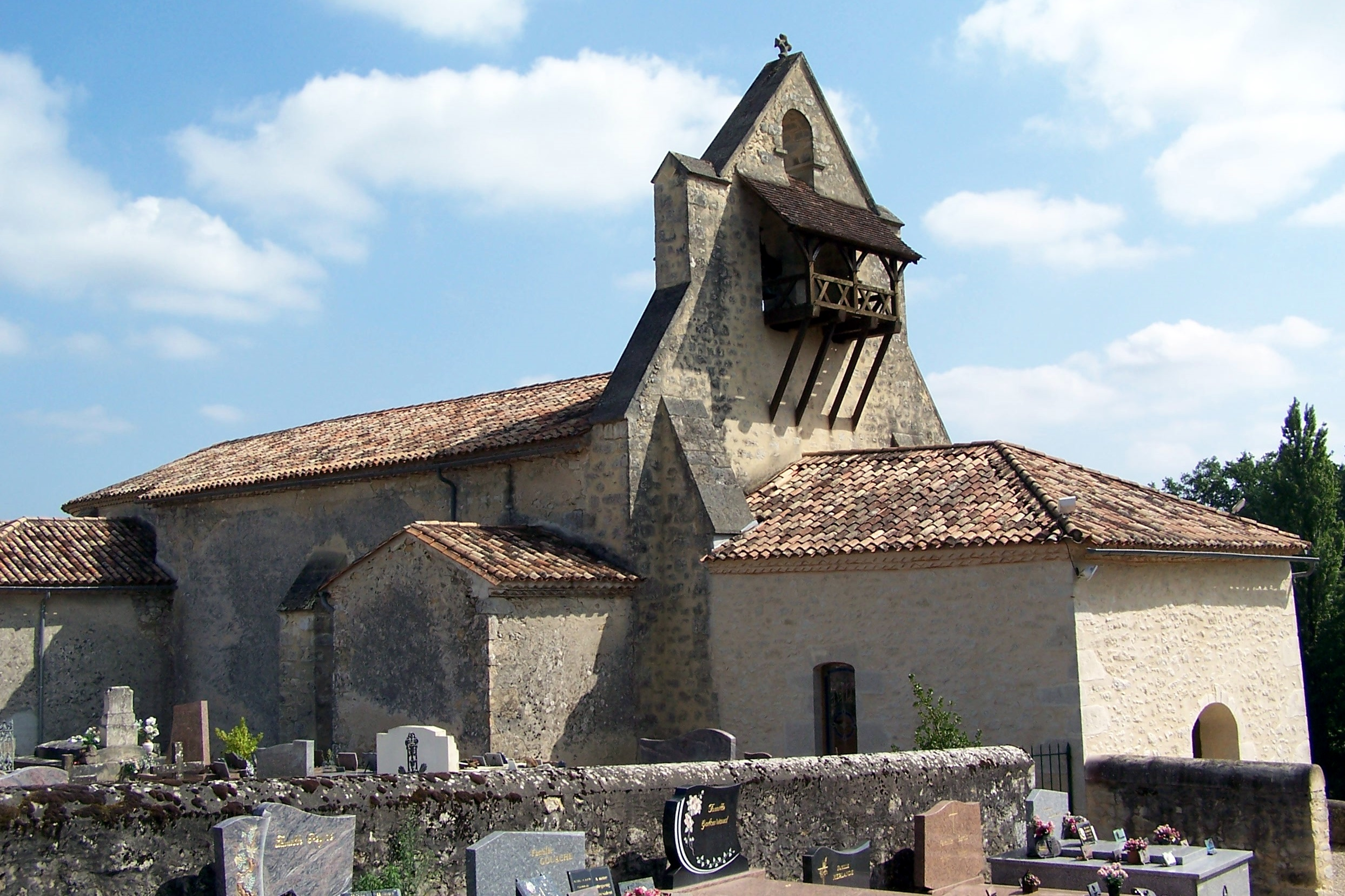
Kirche Saint-Martin

- Kirche Saint-Martin (siehe auch: Liste der Monuments historiques in Saint-Martin-du-Puy (Gironde))